# Ott Tänak
Ott Tänak (Kärla, Estonija, 15. listopada 1987.) estonski je reli vozač, pobjednik Svjetskog prvenstva u reliju 2019. Njegov trenutni suvozač je Martin Järveoja i trenutno se natječe u Svjetskom prvenstvu s timom M-Sport.

## Počeci
Ott Tänak osvojio je Estonsko prvenstvo u reliju 2008. i 2009. s timom bivšeg svjetskog reli vozača Markka Märtina. Upravo 2009. godine odradio je svoj prvi reli Svjetskog prvenstva na reliju Portugal. Također 2009. osvojio je prvenstvo „Pirelli Star Driver”, što mu je omogućilo sudjelovanje u raznim relijima WRC3 Svjetskog kupa 2010.

## M-Sport (2012.-2017.)
Godine 2012. potpisuje za M-Sport tim gdje vozi Ford Fiestu RS WRC. U redovima britanske momčadi natjecat će se u Svjetsko prvenstvo u reliju do sezone 2017. Upravo mu je sezona 2017. bila najuspješnija do tada, u kojoj ostvaruje dvije pobjede u Italiji i Njemačkoj te završava treći ukupno.
Treba napomenuti da je na reliju Meksiko 2015. doživio spektakularnu nesreću u kojoj je njegovo vozilo završilo potopljeno u jezeru.

## Toyota (2018.-2019.)
Za sezonu 2018. Tänak potpisuje za službeni Toyotin tim koji će voziti Toyotu Yaris WRC. U prvoj sezoni pobjeđuje na četiri relija i ponovno završava Svjetsko prvenstvo na trećem mjestu, dok u sljedećoj sezoni 2019. pobjeđuje na šest relija i uspijeva osvojiti Svjetsko prvenstvo u reliju, prekinuvši niz Sébastiena Ogiera od šest uzastopnih naslova, kao i niz od petnaest uzastopnih svjetskih prvenstava koje su osvojili francuski vozači (Sébastien Loeb 9 puta i Sébastien Ogier 6 puta te još 2 naslova nakon Tänaka).
Unatoč osvajanju naslova svjetskog prvaka, Tänak odlučuje napustiti tim Toyota i potpisati za korejski tim Hyundai.

## Hyundai (2020.-2022.)
U prvoj sezoni s Hyundaiem, Tänak pobjeđuje na reliju Estonija, ali završava treći u Svjetskom prvenstvu. Sljedeće sezone, 2021., završava ukupno na petom mjestu, iako osvaja Reli Arktik. Na prvom reliju Hrvatska u sklopu Svjetskog prvenstva bio je 4., a slijedeće dvije sezone 2.
U sezoni 2022. Tänak je završio prvenstvo na trećem mjestu, pobijedivši na tri relija. Međutim, odnos s momčadi nije bio dobar i prije kraja sezone objavljuje da želi napustiti korejskog proizvođača. 

## M-Sport (2023.)
Ulaskom u sezonu 2023., Tänak je ponovno potpisao za M-Sport tim kako bi vozio Ford Pumu Rally1, uzevši pobjedu na reliju Švedska.

## Galerija
- Ott Tänak na reliju Finska 2010.
- Ott Tänak na reliju Francuska-Alsace 2012.
- Ott Tänak na reliju Švedska 2014.
- Ott Tänak na reliju Portugal 2017.